# Monika Marta Przybysz
Monika Marta Przybysz (ur. 24 czerwca 1978) – polska teolog, dr hab. nauk teologicznych, profesor nadzwyczajny Instytutu Edukacji Medialnej i Dziennikarstwa Wydziału Teologicznego Uniwersytetu Kardynała Stefana Wyszyńskiego.

## Życiorys
25 czerwca 2007 uzyskała doktorat za pracę pt. Zarządzanie sytuacjami kryzysowymi w Kościele w Polsce za pomocą public relations. Doświadczenia i postulaty, a 27 marca 2014 uzyskała stopień doktora habilitowanego w zakresie nauk teologicznych. Została zatrudniona na stanowisku adiunkta w Katedrze Public Relations i Komunikacji Marketingowej oraz Katedry Prakseologii Dziennikarskiej na Wydziale Teologicznym Uniwersytetu Kardynała Stefana Wyszyńskiego.
Otrzymała nominację na profesora nadzwyczajnego w Instytucie Edukacji Medialnej i Dziennikarstwa Wydziału Teologicznego Uniwersytetu Kardynała Stefana Wyszyńskiego.

## Nagrody
- 2003: Wyróżnienie w konkursie na najlepszą pracę magisterską w X. edycji konkursu prac magisterskich i doktorskich, organizowanym przez Bank Inicjatyw Społeczno-Ekonomicznych S.A.[3]
- 2008: Nagroda Premiera Rzeczypospolitej Polskiej za najlepszą pracę doktorską[3]
- 2010: Stypendium Towarzystwa Naukowego Warszawskiego[3]
- 2013: Nagroda „PRoton 2013” w VII edycji konkursu dla profesjonalistów w kategorii „Nagroda publiczności[3]